# Phonotaenia
Phonotaenia is een geslacht van kevers uit de familie bladsprietkevers (Scarabaeidae). Het geslacht werd voor het eerst wetenschappelijk beschreven in 1880 door Kraatz.

## Soorten
- Phonotaenia aequinoctialis (Olivier, 1789)
- Phonotaenia aethiopica Antoine, 2005
- Phonotaenia angustata Lansberge, 1882
- Phonotaenia balteata (DeGeer, 1778)
- Phonotaenia bipunctata  Lansberge, 1882
- Phonotaenia bouyeri Antoine & Legrand, 2005
- Phonotaenia camiadei Antoine, 2005
- Phonotaenia centralis Antoine, 2005
- Phonotaenia clarkei Antoine, 2005
- Phonotaenia hassoni Antoine & Legrand, 2005
- Phonotaenia lerui Antoine, 2005
- Phonotaenia nigriceps (Westwood, 1874)
- Phonotaenia scalaris (Gory & Percheron, 1833)
- Phonotaenia schoutedeni Moser, 1910
- Phonotaenia tigrina Arrow, 1909